# Heap binario

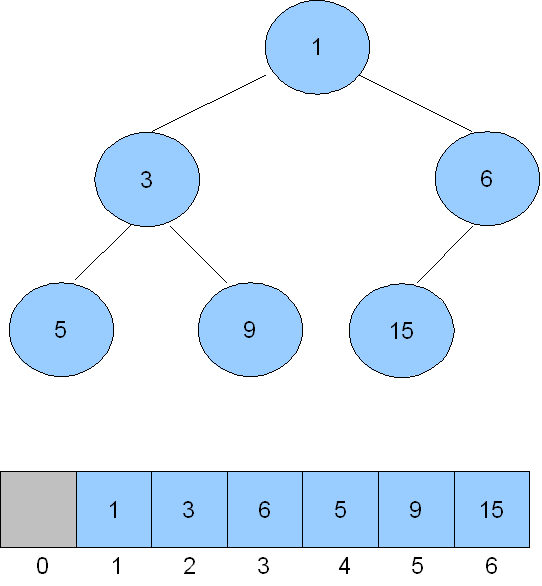
Implementazione di un heap (min-heap) mediante Vettore

Uno heap binario, è uno heap sviluppato su un albero binario. È usato principalmente per la raccolta di collezioni di dati, dette dizionari, e per la rappresentazione di code di priorità. Lo heap binario deve sottostare alle seguenti condizioni:
- Condizione di heap: se A è un genitore di B, allora la chiave di A è ordinata rispetto alla chiave di B conformemente alla relazione d'ordine applicata all'intero heap. In parole più semplici, se il nodo A è genitore del nodo B, allora il nodo A ha maggior priorità di B. Uno heap binario può essere definito in modo che le chiavi più prioritarie siano quelle più piccole (si parla di heap a minimo) oppure in modo che le chiavi più prioritarie siano le più grandi (heap a massimo).
- Condizione di forma: tutti i livelli dello heap, tranne eventualmente l'ultimo, devono essere completi; se l'ultimo livello non è completo, i nodi devono essere disposti —per convenzione— a partire dall'estrema sinistra. Questo significa che, nell'ultimo livello, i nodi vengono aggiunti nel primo spazio vuoto a partire dalla sinistra.

## Implementazione con array
Dato j, indice ad un nodo della heap, si ha che:
- il padre di j è il nodo in posizione {\displaystyle j/2}
- il figlio sinistro di j è il nodo in posizione {\displaystyle 2*j}
- il figlio destro di j è il nodo in posizione {\displaystyle 2*j+1}

Si possono quindi definire le funzioni Padre(j), FiglioSX(j), FiglioDX(j) che rispettivamente restituiscono l'indice del padre, del figlio sinistro e del figlio destro di j. Spesso sono implementate come macro o funzioni in linea.
Nell'immagine in alto a destra è possibile osservare quanto descritto, in aggiunta si può dire che viene definito come last (ultimo) l'elemento che si trova più a destra nel livello delle foglie. Nell'esempio last ha valore 15. Questo particolare nodo assume un compito determinante nei metodi per la rimozione della chiave minima (che è ovvio supporre, per le proprietà citate, si trovi nella radice) e nell'inserimento di una nuova chiave.

## Operazioni sullo heap
Sia {\displaystyle U} un insieme di elementi e {\displaystyle P} un insieme totalmente ordinato.
Un Heap di elementi appartenenti ad {\displaystyle U} è un elemento di {\displaystyle U^{*}} che supporta le operazioni di:
- Inserimento: nello heap {\displaystyle H} si inserisce l'elemento e con priorità p; dopo l'inserimento lo heap mantiene la proprietà di heap.
- Rimozione: nello heap {\displaystyle H} si rimuove di massima priorità. Dopo la rimozione lo heap mantiene la proprietà di heap

## Code di priorità
Un problema classico dell'informatica è ordinare delle code di dati che possiedono una data priorità. Questo tipo di problema viene risolto utilizzando liste concatenate o alberi binari (heap).

### Lista concatenata con priorità
Nell'implementazione attraverso liste concatenate, si ha in input un insieme di elementi (in quanto non è definita una relazione d'ordine dell'elemento ma è una proprietà intrinseca della sua priorità), e si otterrà una lista. Ad esempio se in input si ha
{\displaystyle C=\{12,7,2,8,3\}} si otterrà una lista del tipo:
La posizione nella lista non è indicativa, ma lo è la priorità di ogni singolo elemento. Il costo della gestione della lista concatenata è troppo alto per questo motivo si opta per la soluzione tramite albero binario.

### Albero binario con priorità
In questo tipo di implementazione ogni nodo contiene sia l'elemento che la priorità dell'elemento. Un albero è heap-ordinato quando per ogni nodo il valore incontrato nel nodo stesso è maggiore o uguale al valore che si incontra nei figli del suddetto nodo (per maggiori informazioni heap sort).
{\displaystyle \forall v.val(v)\geq val(v')}, dove {\displaystyle v'} è il figlio di v.
Se un albero è heap ordinato, la radice contiene l'elemento con valore maggiore.

#### Albero binario heap ordinato completo
È un albero binario, heap ordinato, in cui tutti i livelli sono saturi, tranne l'ultimo che risulta completo da sinistra verso destra.
Questa tipologia di alberi nella programmazione viene sovente implementata attraverso l'utilizzo di vettori, comprendenti un numero N di celle (con indici da 0 ad N-1): la prima (indice 0) resta vuota, mentre nella posizione i=1 viene memorizzata la radice. Dato quindi un nodo nella posizione i, gli eventuali figli sono nelle celle 2i (sinistro) e 2i+1 (destro).

## Costruzione di un heap binario
Nella costruzione di un heap si hanno due tecniche differenti una con un approccio di tipo top-down (ossia si parte dalla radice) e l'altra con un approccio di tipo bottom-up (si parte dal fondo).

### Rappresentazione top-down
Avendo in input il seguente vettore di partenza bisogna costruire un albero binario heap ordinato
{\displaystyle v=\{3,7,4,9,2,5,1,10,8\}}
A livello di analisi delle complessità si possono riscontrare due casistiche. Nel caso migliore si ha un solo confronto per l'elemento che bisogna inserire e nessuno scambio e si ottiene una complessità di {\displaystyle O(1)} ossia {\displaystyle \Theta (n)}
Nel caso peggiore ogni valore che inserisco deve essere fatto risalire fino alla radice dato che è l'elemento massimo (il costo di questa operazione dipende dall'altezza attuale dell'albero). Il numero di confronti che vengono effettuati sono uguali a {\displaystyle \log _{2}n} cioè l'altezza dell'albero per un totale di n nodi quindi si ha una complessità di {\displaystyle \Theta (n\log n)}

### Costruzione bottom-up
In un albero binario completo che ha n nodi, si hanno {\displaystyle {\frac {n}{2}}} foglie. Si parte dalla metà dell'array che rappresenta l'heap da costruire e si verifica che ogni nodo contenga un heap ordinato. In un albero di altezza k avrò da gestire {\displaystyle n=\sum _{i=0}^{k}2^{i}=2^{k+1}-1}.
Si inizia a considerare il primo nodo che non è una foglia si troverà a livello k -1. A questo livello si troveranno {\displaystyle 2^{k-1}} nodi.
Ogni controllo se un nodo contiene un heap ordinato sottostante utilizza 1 confronto tra i due fratelli e un confronto con il padre per un totale di 2 confronti. A livello k -1 si effettuano {\displaystyle 2*2^{k-1}=2^{k}} confronti.
Passando al livello k - 2 si effettuano {\displaystyle 2*2^{k-2}=2^{k-1}} quindi generalizzando al livello k - i si effettueranno {\displaystyle 2*2^{k-i}=2^{k-i+1}} ossia
{\displaystyle \sum _{i=1}^{k}2i2^{k-i}}

## Inserimento di un valore
Vediamo ora una rassegna dei principali metodi che sono associati ad una coda di priorità, ovvero una struttura dati in cui in ogni momento è possibile associare una priorità alle entry che ne fanno parte.
In primo luogo analizziamo il metodo insert, attraverso il quale, come dice il nome stesso, si inserisce un nuovo nodo all'interno dell'albero:
```
insert (k, x)
INPUT chiave k, entry x
OUTPUT il nodo e inserito (in posizione opportuna) nel vettore che implementa l'heap
 e <- (k,x)
 P[++last] <- e
 while ((i > 1) AND (P[⌊i/2⌋].key() > P[i].key())
 scambia P[i], P[⌊i/2⌋]
 i <- ⌊i/2⌋
 return e

```

nell'algoritmo appare una tecnica di scorrimento dell'heap chiamata up-heap bubbling, ovvero, dato un indice i nell'array, si controlla se le proprietà dell'albero sono verificate per i e per il suo padre, definito come la parte bassa di i/2.

## Sostituzione della radice
Capita spesso in una struttura heap, di effettuare la sostituzione della radice con un nuovo elemento.
Una volta che l'elemento viene sostituto capita che l'heap non sia più ordinato. Per questo motivo si opera il downheap, controllando a livello inferiore (2i e 2i+1) quale sia l'elemento più piccolo da promuovere alla posizione di radice. Questa procedura è ricorsiva e permette di riportare l'heap nella condizione di struttura ordinata.

## Cancellazione della radice
Un'operazione classica di una struttura heap è la cancellazione della radice. Quest'operazione può comportare problemi a mantenere la struttura dell'heap. Il metodo più semplice è quello di sostituire il valore nella radice che si intende cancellare con il valore minimo presente nell'heap. Inizialmente il valore nella radice dell'heap viene sostituito con l'ultimo valore dell'array associato all'heap che è anche il valore più a destra nell'ultimo livello dell'albero completo. A questo punto si effettua con un approccio di tipo top down il ripristino della struttura dell'heap con un'operazione di downheap che fa scorrere il valore inserito in radice lungo l'albero binario completo.